# Noviciat de la Companyia de Santa Teresa de Jesús (Tortosa)
El Noviciat de la Companyia de Santa Teresa de Jesús és un edifici del raval de Jesús a Tortosa (Baix Ebre) protegit com a bé cultural d'interès local.

## Descripció
La planta de l'edifici principal és d'"U" (no obstant s'apropa més a una "H"). El recinte del noviciat és d'unes proporcions bastant considerables, i està envoltat, bona part d'ell, per una tàpia. Una important porció de terreny es dedica al cultiu d'arbres fruiters, mentre que l'altra presenta les diferents edificacions, així com jardins i grups d'arbres. L'edifici central i principal té planta baixa i dos pisos, amb terrat. El costat esquerre, a nivell de planta, és on es troba la façana i la porta principal. Per tal de trencar la regularitat de la façana o del pany de paret d'excessiva horitzontalitat s'hi afegeix a la part central un cos central sobresortit, realçat per grans finestres amb vitralls de colors i rematada amb escut de la companyia i una imatge de Crist. La particularitat més notable d'aquest edifici, o sigui l'element que li dona més austeritat -tot i les grans obertures-, és l'aparell dels seus murs, fet tot de maçoneria i utilitzant el maó pels registres de limitació dels pisos, cornises i cantonades.

## Història
Aquest noviciat de la Companyia de Santa Teresa de Jesús fou fundat per Enric d'Ossó cap a la segona meitat de la dècada de 1870, en un lloc molt proper al convent de carmelites descalces (d'aquell primer edifici es conserva una maqueta de la façana principal a la petita casa-museu Enric d'Osso que hi ha dins del recinte del noviciat), convent construït pocs anys abans i que de seguida es va enfrontar amb la fundació teresiana degut a unes hipotètiques pertorbacions de la necessària pau que demana la clausura. L'actual edifici es va iniciar el 1897, un any després de la mort del seu gran protector i benefactor, Enric d'Ossó, i fou inaugurat en 1901. Durant la Guerra Civil es va transformar en hospital de la C.N.T., amb la sort de no sofrir desperfectes de consideració. El 1940, les novícies hi tornaren, i fins al 1965 ha estat l'únic noviciat de la Companyia de Santa Teresa de Jesús existent a Espanya. Des del 1972 també funcionà com a internat del col·legi teresià de Tortosa.